# Gunnar Sundberg
Per Gunnar Sundberg, född 1922, död 2005, var en svensk författare och folkhögskolelärare. Han var aktiv inom olika former av fredsarbete och medgrundare till den svenska grenen av Framtiden i våre hender.

## Biografi
På 1950-talet var Sundberg lärare på Brunnsviks folkhögskola och blev då bekant med Albert Schweizers bok ”Vördnad för livet”. År 1971 blev han rektor på Västerhaninge folkhögskola.
Gunnar Sundberg var med och startade den svenska grenen av föreningen Framtiden i Våra Händer, en solidaritetsförening som grundades i Norge 1974 och som verkar för rättvisa och solidaritet som vägen till fred.
Föreningen har varit aktiv mot kärnkraft och verkat för bättre utbildning i afrikanska länder som Gambia.
Sundberg var engagerad i arbete för South Centre i Genève som startades på initiativ av Julius Nyerere 1987. Han var också en aktiv medlem av Vännernas samfund, Kväkarna, liksom sin far  Per Sundberg.
Sundberg har skrivit böcker om politisk historia. Hans debutbok från 1978, Partipolitik och regionala intressen 1755-1766, beskrev hävandet av Bottniska handelstvånget.
Gunnar Sundberg var son till Per Sundberg, Viggbyholmsskolans grundare, och Lena Herlitz.

## Reformation i sikte
En av Sundbergs sista böcker är Reformation i sikte – en kväkares vision.
Författaren beskriver hur företrädare för Vännernas Samfund utvecklar sin religion mot alltmer öppenhet mot omvärlden samtidigt som många av dem förespråkar frivillig enkelhet. John Woolman var förkämpe för slaveriets avskaffande och skrev omkring 1770 att Every degree of luxury has some connection with evil
| ”                 | Jag hävdar att kväkarna genom århundraden har bidragit till att luckra upp den religiösa jordmånen , vilket då skulle ha haft till följd att en modern reformation skulle vara möjligt. | „ |
| – Gunnar Sundberg | |   |